# Lobe frontal
Le lobe frontal est une région du cerveau des vertébrés. Il est situé à l'avant des lobes pariétal et temporal.

## Anatomie
Dans le cerveau humain, le sillon central (ou scissure de Rolando) sépare le lobe frontal du lobe pariétal tout au long de la surface du cortex cérébral. Le sillon latéral (ou scissure de Sylvius) sépare le gyrus (ou circonvolution) frontal inférieur du lobe temporal.
On subdivise le lobe frontal en trois grandes structures depuis le sillon central jusqu'au pôle frontal, la partie la plus antérieure du lobe frontal :
- le cortex moteur situé juste en avant du sillon central ;
- le cortex prémoteur en avant du précédent ;
- le cortex préfrontal qui regroupe toutes les autres régions du lobe frontal. La forme et la position des gyrus et sillons du cortex préfrontal n'ont que peu de rapport avec leur structure architectonique.

Le lobe frontal est surtout développé chez les primates.
|                                                                                          |                              |
| Les lobes externes du cerveau humain, le cervelet en violet et le tronc cérébral en gris | Vue latérale du lobe frontal |

## Fonction
Le lobe frontal intervient essentiellement dans la planification, la prise de décisions/le raisonnement, le langage et le mouvement volontaire. 

## Dommages
Des dommages au niveau du lobe frontal peuvent altérer des fonctions comme la parole, la coordination dans les mouvements et ainsi induire des changements de la personnalité et des difficultés pour contrôler ses impulsions ou planifier un horaire.